# Йосиф (Сембратович)
Митрополи́т Йосиф Сембрато́вич (у світі Йо́сиф Сембрато́вич; 8 листопада 1821, Криниця, Лемківщина — 23 жовтня 1900, Рим) — єпископ Української греко-католицької церкви; з 18 травня 1870 року — Митрополит Галицький та Архієпископ Львівський — предстоятель Української греко-католицької церкви.

## Життєпис
Народився в Криниці на Лемківщині у священничій родині. З походження — шляхтич. Богословські студії закінчив у Віденському університеті.
У 1845 р. висвячений на священника під іменем о. Йосифа та прийнятий до найвищого богословського закладу — Августинеуму.
З 1850 року — префект Львівської духовної семінарії.
З 1852 р. — віце-ректор греко-католицької семінарії у Відні.
З 1861 р. (1860 р.) — професор Святого Письма у Львівському університеті.
З 1865 р. — святитель питомців грецького обряду в Римі, єпископ назіянзенський.
У 1867—1872  рр.— суфраган перемиського єпископа Полянського Томи. З 1867 р. адміністратор Перемиської єпархії.
1870–1882 рр. — Галицький митрополит.
19 липня 1881 року Конґреґація Пропаганди Віри доручила йому провести візитацію всіх монастирів Галичини. Зокрема, 24–28 вересня 1881 року відвідав Бучацький монастир.
З 1882 року перебував у Римі, отримав титули Тедозіопольського архиєпископа, графа римського та інші, мав посади радника Конґреґації Пропаганди Віри, голови комісії ревізії церковних книг та інше.

## Громадська діяльність
Зберігав традиції і привілеї греко-католицької церкви, але не панував над складною політичною ситуацією в Галичині. Заходи Сембратовича проти пияцтва, яке ширилося серед українського селянства, не подобалися польським дідичам, бо позбавляли їх чималих прибутків. 1874 виголосив послання «О достоїнстві чоловіка» та «О брацтвах тверезості».
Через польські інтриги проти Сембратовича на цісарському дворі, поширення москвофільства, яке підтримувала частина вищого галицького духовенства, протестами греко-католицького духовенства проти реформування чернечого ордену Василіян єзуїтами і перехід священиків І. Наумовича (та його громади у селі Гнилички) та інших на православ'я, на домагання цісаря Франца Йозефа І, Сембратович у 1882 році залишив митрополію та виїхав до Риму, де відстоював справи греко-католицької церкви.